# Хельгеандсхольмен
Хельгеа́ндсхольмен (швед. Helgeandsholmen) — небольшой остров в центральной части Стокгольма. На острове находится здание шведского парламента — риксдага и Музей Средневековья. Соединён с соседними островами тремя мостами.

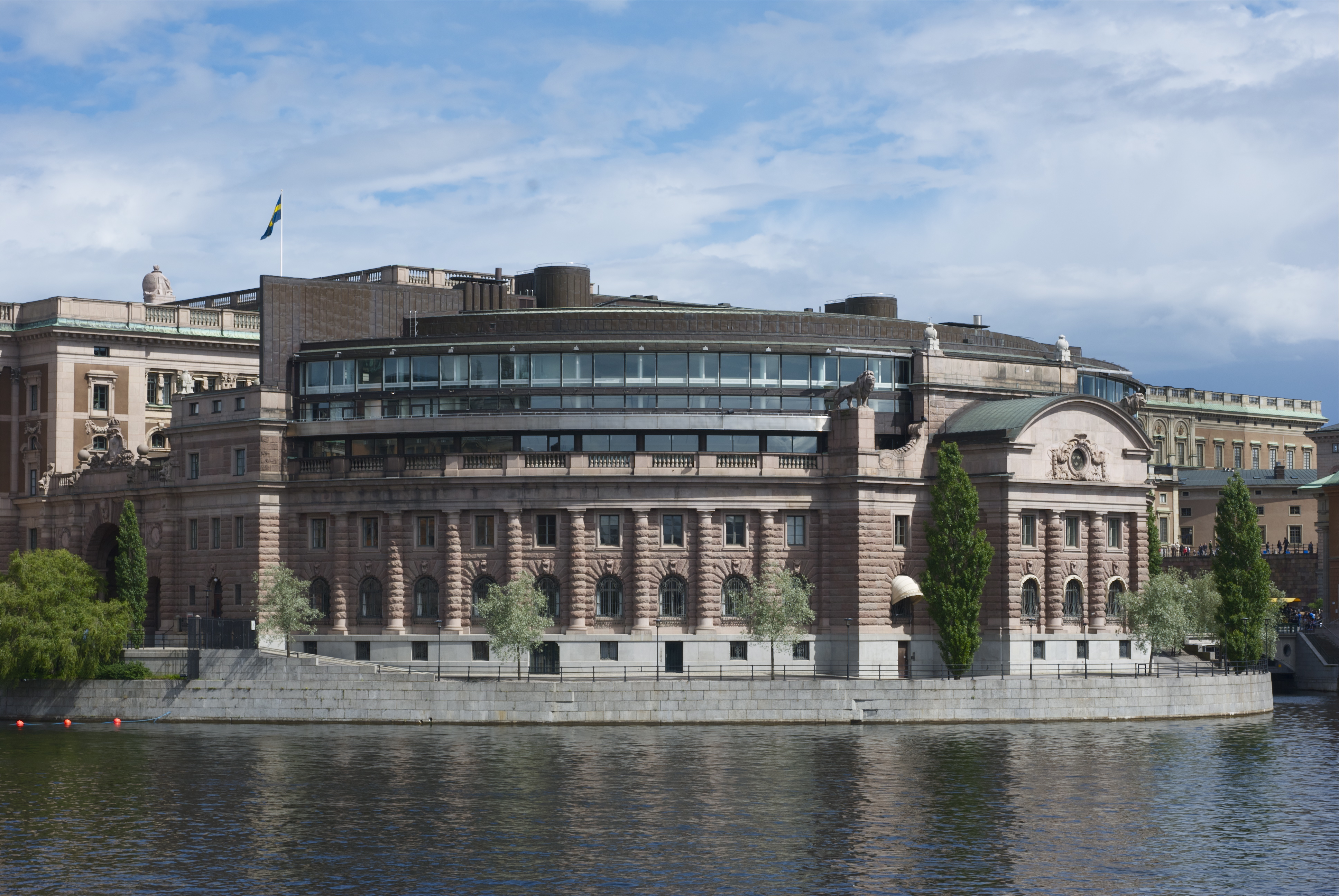
Здание шведского парламента на острове Хельгеандсхольмен

## Название
Первое известное упоминание относится к 1320 году. В письме от 28 июля, был упомянут остров лат. Helgeandsholmen, изуродованное швед. Helige andens holme, «островок Святого Духа»). В старошведском языке того времени слово швед. helgeandshus (варианты правописания: hälgha ands hus, hälandzhus, helghanzhhws, hälianshus) использовалось в названиях религиозных благотворительных учреждений.